# Blue Note Trip
Blue Note Trip is een serie verzamelalbums uit Nederland waarvan het eerste deel in 2003 verscheen.
De serie is opgericht door het platenlabel Blue Note. De albums bevatten jazzmuziek van dat label, die wordt gecombineerd met dansmuziek. Naast de albums, organiseert Blue Note ook regelmatig Blue Note Trip clubavonden in diverse steden. Zo werden deze feesten al gehouden in grote steden als New York en Berlijn. 
De eerste drie cd's werden gemixt door DJ Maestro. Het vierde en vijfde deel werden gemixt door het Berlijnse collectief Jazzanova. Hierna werden het zesde tot en met tiende deel weer gemixt door DJ Maestro.

## Albums
1. Saturday Night / Sunday Morning (2003)
2. Sunset / Sunrise (2003)
3. Goin' Down / Gettin' Up (2004)
4. Lookin' Back / Movin' On (2005)
5. Scrambled / Mashed (2006)
6. Somethin' Old / Somethin' Blue (2007 resp. 2008)
7. Birds / Beats (2008)
8. Swing Low / Fly High (2009)
9. Heat Up / Simmer Down (2011)
10. Late Nights / Early Mornings (2012)